# Musée de l'histoire d'Erevan
Le musée de l'histoire d'Erevan est un musée municipal basé à Erevan et retraçant l'histoire de la ville. Le musée a ouvert ses portes en 1931 et a changé d'emplacement à plusieurs occasions. Depuis 2005, il est installé dans un bâtiment attenant à l'hôtel de ville d'Erevan. L'architecte du musée (et de l'hôtel de ville) est Jim Torosian.

## Situation
Le musée a connu plusieurs emplacements depuis sa création en 1931 :
- 1931-1936 : d'abord installé au second étage du bâtiment des pompiers d'Erevan ;
- 1936-1994 : le musée était installé dans la mosquée bleue ;
- 1994-1997 : le musée était installé dans l'ancienne école des filles Hripsime (en) ;
- 1997-2005 : le musée s'installe cette fois dans l'école N1 portant le nom de Stepan Chahoumian ;
- depuis 2005, le musée est installé dans un bâtiment attenant à la mairie d'Erevan conçu par Jim Torosian.

## Collection
On estime à 94 000 objets conservés dans le musée, dont une infime partie est exposée.

## Conseil scientifique
Le musée est doté d'un conseil scientifique dont ont notamment fait partie Alexandre Tamanian, Toros Toramanian ou encore Martiros Sarian.